# 亨利·德·蒙泰朗广场
亨利·德·蒙泰朗广场（Place Henry-de-Montherlant）是巴黎第七区的一个广场，位于阿纳托尔·法郎士堤岸（quai Anatole-France）与Rue de Bellechasse转角，长200米，宽19.9米。

## 名称
亨利·德·蒙泰朗广场得名于法国作家亨利·德·蒙泰朗 (1895-1972)，在附近的伏尔泰堤岸25号住所自杀 

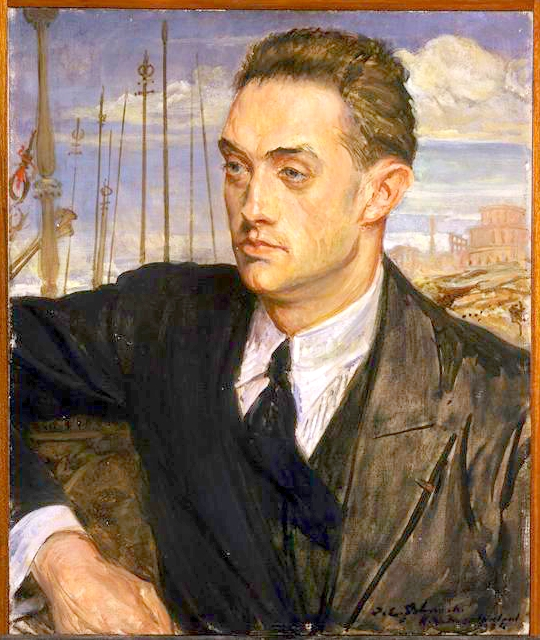
亨利·德·蒙泰朗

## 历史
亨利·德·蒙泰朗广场开辟于1815年，最初为“奥赛堤岸”（quai d’Orsay）的一部分。1947年更名为阿纳托尔·法郎士堤岸。1982年9月15日改为现名。 

## 建筑

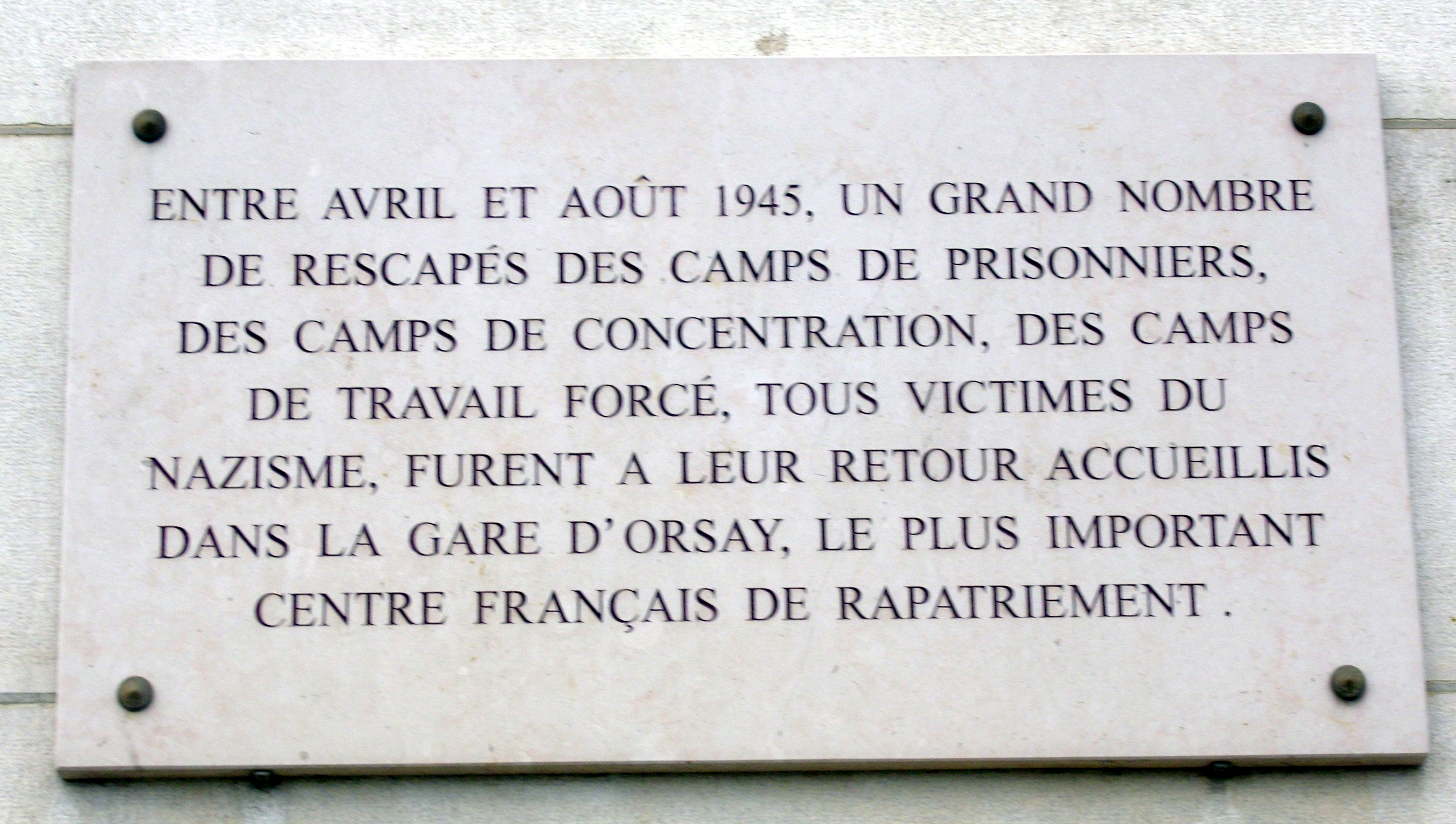

- 奥赛博物馆